# Ryssö, Lovisa
Ryssö är en halvö i Finland.   Den ligger i landskapet Nyland, i den södra delen av landet, 60 km nordost om huvudstaden Helsingfors.